# 平井喜久松
平井 喜久松（ひらい きくまつ、1885年（明治18年）11月22日 - 1971年（昭和46年）1月27日）は、大正から昭和時代の土木工学者、鉄道官僚。

## 経歴
平井晴二郎の三男として、北海道に生まれる。1910年（明治43年）東京帝国大学工科大学土木工学科を卒業し、鉄道院に奉職し北海道建設事務所勤務ののち、1915年（大正4年）から2年間アメリカへ留学する。帰朝後は、1927年（昭和2年）鉄道省工務局改良課長、1932年（昭和7年）東京改良事務所長、1934年（昭和9年）工務局長を務めた。この間、東海道線の線増、新鶴見、吹田などの操車場の建設、小樽の石炭船積設備の考案などに尽瘁した。
1939年（昭和14年）退官後は、華北交通建設局長、1944年（昭和19年）南満州鉄道副総裁を歴任した。戦後、1953年（昭和28年）から1年間、土木学会第41代会長を務めた。ほか、鉄道建設興業（現鉄建建設）、興和コンクリート、日本構造橋梁研究所各社長、鉄道施設協会会長、日本交通協会副会長などを歴任した。

## 親族
- 父：平井晴二郎（鉄道技術者、貴族院勅選議員）[1][2]